# 吉利安·雅各布斯
吉莉安·麦克拉伦·雅各布斯（英語：Gillian MacLaren Jacobs， /ˈɡɪliən/ ；1982年10月19日—）是美国女演员。她最著名的角色是在NBC喜剧系列《廢柴聯盟》（2009-2015）中饰演布丽塔·佩里，以及在Netflix浪漫喜剧系列《爱》（2016-2018）中饰演米奇·多布斯。她曾在HBO喜剧剧集《女孩我最大》（2012-2017）第四季中饰演米米·罗斯·霍华德（Mimi-Rose Howard），并出演了《生活伴侣》（2014）、《热浴盆时光机2》（2015）、《别犹豫》（2016）、《天性使然》（2016）、《趴体生活》（2018）、《追星不夜島》（2018）和《我过去常来这里》（2020）等电影。

## 早期生活
吉莉安·麦克拉伦·雅各布斯于1982年10月19日出生在宾夕法尼亚州匹兹堡。她的母亲Martina Magenau Jacobs在卡内基·梅隆大学从事校友关系工作，而她的父亲William F. Jacobs Jr.则是一名投资银行家。她的父亲于2013年去世。她由母亲在宾夕法尼亚州的黎巴嫩山长大。她的家族拥有伊利啤酒公司（不應与后来的同名啤酒厂混淆），她的祖父小约翰·马丁·马吉诺在那里担任总裁兼首席执行官，直到1978年关闭。
雅各布斯四岁开始学习表演，长大后参加匹兹堡剧院的周末表演班。她曾在匹茲堡公共劇院演出，在那里她是公共剧院莎士比亚独白大赛的常年竞争者，并在该剧院制作的《仲夏夜之梦》中饰演泰坦尼亚。2000年从黎巴嫩山高中毕业后，她搬到纽约市就读于茱莉亚音乐学院，并于2004年获得藝術學士學位。

## 事业
雅各布斯的第一个表演角色是在电视剧《丹尼尔之书》中饰演阿黛尔·康格里夫。虽然她在《亡命天涯》的试播片中饰演金，但当ABC收购该剧时，这个角色被交给了帕斯卡尔·哈顿。雅各布斯随后在《危机边缘》和《法網遊龍：犯案動機》中客串。2006年，她主演了外外百老匯改編的克里斯多福·鄧漢的《笼中之恋》（cagelove）。虽然对该剧的总体评论反应是负面的，但雅各布斯在一些评论中赢得了赞誉。纽约时报建议读者「记住吉莉安·雅各布斯的名字，她是朱利亚德学院的傑出毕业生，她帶有准明星的光芒」。
雅各布斯曾出演过的戏剧作品有《零号的美妙生活》（英語：The Fabulous Life of a Size Zero，2007）、《女性结局》（英語：A Feminine Ending，2007）、和《东奥兰治的小花》（英語：The Little Flower of East Orange，2008）等。 2009年3月，雅各布斯加入NBC情景喜剧《廢柴聯盟》的演员阵容，饰演一位渴望成为心理学家的高中辍学生布里塔·佩里。她的电影作品包括《黑鸟》（2007）、《窒色》（2008）、《夜花园》（2008）、《百萬殺人實驗》（2009）、《為朱莉報仇》（2012）、《瘋狂的米羅》（2013）、《姐姐我醉大》（2014）、《迷情山寨毒王》（2014）、《生活伴侣》（2014）、《热浴盆时光机2》（2015）、《幻象》（2015）、《别犹豫》（2016）和《天性使然》（2016）。雅各布斯还为Nickelodeon系列剧《怪兽大战外星人》中的角色Sta'abi配音。《廢柴聯盟》于2014年5月9日被NBC取消，当月晚些时候，有报道称雅各布斯在HBO系列剧《衰姐们》第四季中获得了Mimi-Rose Howard的角色。
2014年6月，Yahoo! Screen接下《廢柴聯盟》第六季。2014年9月16日宣布，雅各布斯已被选为Netflix原创喜剧系列剧《爱》的主演，饰演米奇，该剧从2016年2月19日播出至2018年3月9日。
雅各布斯在2015年执导了关于计算机科学家、美国海军少将葛麗絲·霍普的纪录片短片《代码女王》（英語：The Queen of Code）。2018年，她执导了一部叙事短片《Curated》，作为特纳电视网和Refinery29制作的系列电影的一部分 。
2020年，雅各布斯出演了克里斯·雷伊的喜剧《我过去常来这里》。

## 个人生活
雅各布斯是一位禁酒主义者，她曾说自己在年轻的时候因為「看着家里的人費力对付毒瘾」而做出了永不喝酒、永不吸毒的選擇。她透露，她的父亲是个瘾君子，她因此害怕以同样的方式毁掉自己的生活；她年轻时读过《去問愛麗絲》（Go Ask Alice）这本关于一个15岁瘾君子的警世故事，這本書更加坚定了她的这种感觉。

## 外部連結
- 吉利安·雅各布斯在互联网电影资料库（IMDb）上的資料（英文）
- 互联网外百老汇数据库（IOBDB）上吉利安·雅各布斯的資料（英文）
- 吉利安·雅各布斯在豆瓣上的资料（简体中文）